# The Principal Madrid Hotel
El actual The Principal Madrid Hotel, es un inmueble situado en el número 2 de la calle Gran Vía de Madrid (España). Fue proyectado por los arquitectos Eduardo Gambra Sanz y Antonio de Zumárraga. Oficialmente, su construcción se inició en noviembre de 1914 y finalizó en 1917. El edificio forma parte del registro de Edificios históricos del Ayuntamiento de Madrid.

## Historia
En 1911, y tras diversas gestiones infructuosas para adquirir el palacio del duque de Sotomayor o el del marqués de Casa Riera, la Gran Peña, sociedad fundada en el café Suizo el 14 de marzo de 1869 y alojada en un piso sobre el mismo, en el encuentro de las calles de Alcalá y Sevilla (donde el Banco de Bilbao construiría su central madrileña), inicia las gestiones con la sociedad promotora de la Gran Vía para adquirir el solar de esquina de la nueva avenida con la calle de las Torres (actual Marqués de Valdeiglesias) y construir allí su nueva sede. 
A principios de 1914, la Gran Peña formalizó la adquisición del solar y, el 30 de marzo de ese mismo año, convocó un concurso entre arquitectos españoles al que se presentaron doce proyectos. Los arquitectos Eduardo Gambra Sanz y Antonio de Zumárraga Egozcúe fueron los encargados de  la redacción del proyecto definitivo tras incorporar las modificaciones dispuestas por Jesús Carrasco-Muñoz Encina, designado por el promotor como inspector técnico de las obras. 
Las obras se iniciaron en octubre de 1914 y en 1916 se terminaron los pisos destinados a viviendas, "salvo detalles de importancia secundaria", según certifica el propio Gambra el 15 de octubre de 1916, sin embargo, la licencia para poder alquilarlos no fue otorgada hasta el 28 de abril siguiente, un mes antes de que el propio rey Alfonso XIII inaugurase definitivamente el edificio.

## Estilo arquitectónico
El registro de monumentos del Ayuntamiento de Madrid describe las principales características arquitectónicas del edificio así:

La planta prevista establecía sendas crujías alineadas con la Gran Vía, y las calles del Marqués de Valdeiglesias y de la Reina; articulándose las dos primeras mediante una gran rotonda de esquina desde cuyo centro se trazaba un segundo cuerpo en arco de círculo entre dos patios de luces: uno interior acristalado a la altura de la primera planta, y otro abierto adosado a la medianería. La sociedad recreativa promotora se reservaba para uso propio las plantas de sótano, baja, principal, y parte del subsótano, de la primera y del ático; y preveía alquilar los cuatro pisos superiores como viviendas particulares. En consecuencia, el subsótano se destinaba a lavaderos de los pisos altos, e instalaciones, almacenes y bodegas de la sociedad; el sótano acogía las cocinas, el comedor de criados, la vivienda del portero, diversos servicios para los socios peluquería, baños y duchas, cuartos de vestir, plancha, limpiabotas, y hasta ocho alcobas , y los almacenes de dos tiendas independientes con fachada a la calle de la Reina; la planta baja, además de estos locales con sus trastiendas, incluía el ingreso a la Gran Peña con su obligada portería, cuartos de visita, salones de tertulia, comedores de socios e invitados con su office, y un hall distribuidor en el patio cubierto antes citado, dominado por una gran escalera de subida al principal, donde se encontraban el gran salón de recreos ovalado para adaptarse a la difícil geometría en arco de círculo de su contenedor , y los salones de juegos, sala de conversación, billares y biblioteca.

Los siguientes cuatro pisos -excluido un pequeño trozo del primero destinado a oficinas de la entidad se repartían en dos enormes viviendas por planta, con las habitaciones principales despacho, comedor, sala, gabinetes y alcobas dando a las fachadas exteriores, y las de servicio cocina con fregadero y despensa, plancha, baño, comedor, dormitorios y aseo de criados entre los dos patios; por último, el ático incluía una vivienda con terraza hacia la calle lateral, y el comedor de verano de los socios, que ocupaba el cuerpo de rotonda y su torreón adyacente, destinándose el medianero a acoger un bar, mientras que el cuerpo interior lo ocupaban las correspondientes cocinas. Hay que resaltar aquí la habilidad con que se entrelaza un programa tan complejo, que incluía un acceso independiente para los inquilinos desde la calle del Marqués de Valdeiglesias, con sus correspondientes escaleras principal y de servicio, que atravesaban las plantas destinadas a la entidad promotora sin llegar a comunicarse.
 

En cuanto a los alzados, presentan un estilo indefinido, donde los volúmenes dibujados por los miradores, torreones, retranqueos, y -sobre todo la galería acristalada del principal, dominan sobre los discretos elementos decorativos, que se reducen a las pilastras jónicas que delimitan los miradores, los leves recercados "de orejas" de las ventanas, los frontones curvos enlazados por una línea de imposta que coronan los huecos del tercer piso, unas guirnaldas entre los del cuarto, y el discreto escudo con las iniciales de Gran Peña entrelazadas que interrumpe la balaustrada de la terraza superior..

## Usos del edificio
Aunque los pisos superiores se diseñaron como viviendas particulares, entre los primeros inquilinos estuvieron el Real Automóvil Club y el Instituto de Ingenieros Civiles, y poco después se instaló en la segunda planta el hotel Nuevo Bilbaíno; precediendo en mucho al proyecto para reconvertir los pisos superiores en el hotel Ada Palace, que se aprobó en 2006 según diseño del arquitecto José Javier García Alba, y que abrió sus puertas a finales de 2009.
En 2014, la cadena hotelera Único Hotels presidida por Pau Guardans i Cambó, empresario hotelero y nieto del político catalán Francesc Cambó, anunció  la incorporación del nuevo hotel tras cerrar un acuerdo con la sociedad Real Gran Peña, propietaria del inmueble y Corporación Hispano Hotelera (CHH), antigua gestora del edificio. 
Tras una reforma dirigida por la interiorista Pilar García-Nieto en colaboración con María José Gómez y Maximiliano Zigart, del estudio barcelonés Luzio, The Principal Madrid Hotel abrió sus puertas a principios de 2015 como el primer establecimiento de 5 estrellas de la Gran Vía madrileña.